# Аві Німні
Аві Німні (івр. אבי נמני, нар. 26 квітня 1972, Тель-Авів-Яфо) — ізраїльський футболіст, що грав на позиції півзахисника.
Виступав, зокрема, за клуб «Маккабі» (Тель-Авів), а також національну збірну Ізраїлю.
Чотириразовий чемпіон Ізраїлю. 

## Клубна кар'єра
У дорослому футболі дебютував 1989 року виступами за команду клубу «Маккабі» (Тель-Авів), в якій провів вісім сезонів, взявши участь у 207 матчах чемпіонату.  Більшість часу, проведеного у складі тель-авівського «Маккабі», був основним гравцем команди. У складі тель-авівського «Маккабі» був одним з головних бомбардирів команди, маючи середню результативність на рівні 0,36 голу за гру першості. За цей час тричі виборював титул чемпіона Ізраїлю.
Згодом з 1998 по 2005 рік грав у складі команд клубів «Атлетіко», «Маккабі» (Тель-Авів), «Дербі Каунті», «Маккабі» (Тель-Авів) та «Бейтар» (Єрусалим). Протягом цих років додав до переліку своїх трофеїв ще один титул чемпіона Ізраїлю.
Завершив професійну ігрову кар'єру у клубі «Маккабі» (Тель-Авів), у складі якого вже виступав раніше. Прийшов до команди 2005 року, захищав її кольори до припинення виступів на професійному рівні у 2008 році.

## Виступи за збірну
У 1992 році дебютував в офіційних матчах у складі національної збірної Ізраїлю. Протягом кар'єри у національній команді, яка тривала 14 років, провів у формі головної команди країни 80 матчів, забивши 17 голів.

## Титули і досягнення
Гравець
- Чемпіон Ізраїлю (4):

«Маккабі» (Тель-Авів): 1991-92, 1994-95, 1995-96, 2002-03
- Володар Кубка Ізраїлю (4):

«Маккабі» (Тель-Авів): 1993-94, 1995-96, 2000-01, 2001-02
- Володар Кубка Тото (2):

«Маккабі» (Тель-Авів): 1992-93, 1998-99
- Найкращий бомбардир Чемпіонату Ізраїлю (1):

«Маккабі» (Тель-Авів): 2000-01
Тренер
- Володар Кубка Тото (1):

«Маккабі» (Тель-Авів): 2008-09